# روح العارفين (كتاب)
هو أحد كتب الحديث المعروفة، وقد احتوى على أحاديث شريفة عن رسول الله محمد يرى صحتها الخليفة الناصر لدين الله العباسي، وهو مطبوع في مجلد واحد.

## شروطه في راوي الحديث
- «روح العارفين» في الحديث النبوي الشريف، رواه عن شيوخه الثقاة الاثبات، وأجاز فيه جماعة من علماء العالم الإسلامي وشرحه جماعة من المشتغلين بالحديث مهم المؤرخ سبط ابن الجوزي والقاضي أبي صالح نصر بن عبد الرزاق بن عبد القادر الجيلاني، وحقق الكتاب ونشره في بيروت بدري محمد فهد سنة 2001.[1][2]

اشترط الناصر لدين الله في صحيحة توفر خمسة أشياء في كل راوي من رواته لكي يحكم بصحة الحديث أو ضعفه وهي:
1. العدالة في الدين بالستر الجميل
2. الصدق في الحديث بالشهرة فيه
3. العقل بما يحدث من الحديث
4. العلم بما يحيل من معاني ما يروي
5. المتعرى خبره عن التدليس

وقد شرح في مقدمة صحيحه الطريقة التي إتبعها لمعرفة الخصال الخمسة في الراوي بالتفصيل 
كما ذكر أنه مر على أكثر من الفين شيخ ولم يروِ في صحيحه إلا عن مائة وخمسين شيخاً توفرت فيهم الخصال الخمسة

## مافيه من الكتب
قسم الناصر لدين الله صحيحه إلى كتب وفصول وأبواب كالتالي: 
1. كتاب الوحي
2. كتاب الإسراء
3. كتاب العلم
4. كتاب الإيمان
5. كتاب البر والإحسان
6. كتاب الرقائق
7. كتاب الطهارة
8. كتاب الصلاة
9. كتاب الجنائز وما يتعلق بها مقدما أو مؤخرا
10. تتمة كتاب الصلاة
11. كتاب الزكاة
12. كتاب الصوم
13. كتاب الحج
14. كتاب النكاح
15. كتاب الرضاع
16. كتاب الطلاق
17. كتاب العتق
18. كتاب النذور
19. كتاب الحدود
20. كتاب السير
21. كتاب اللقطة
22. كتاب الوقف
23. كتاب البيوع
24. كتاب الحجر
25. كتاب الحوالة
26. كتاب الكفالة
27. كتاب القضاء
28. كتاب الشهادات
29. كتاب الدعوى
30. كتاب الصلح
31. كتاب العارية
32. كتاب الهبة
33. كتاب الرقبي والعمري
34. كتاب الإجارة
35. كتاب الغصب
36. كتاب الشفعة
37. كتاب المزارعة
38. كتاب إحياء الموات
39. كتاب الأطعمة
40. كتاب الأشربة
41. كتاب اللباس وآدابه
42. كتاب الزينة والتطييب
43. كتاب الحظر والإباحة
44. كتاب الصيد
45. كتاب الذبائح
46. كتاب الأضحية
47. كتاب الرهن
48. كتاب الجنايات
49. كتاب الفرائض
50. كتاب الرؤيا
51. كتاب الطب
52. كتاب الرقى والتمائم
53. كتاب العدوي والطيرة والفال
54. كتاب النجوم والانواء
55. كتاب الكهانة والسحر
56. كتاب التاريخ
57. كتاب إخباره عن مناقب الصحابة رجالهم ونسائهم بذكر أسمائهم رضوان الله عليهم أجمعين إلى النهاية

## من الكتاب
(حديث) قَرَأْتُ عَلَى مُحَمَّدِ بْنِ مُظَفَّرٍ بِالثَّغْرِ، أَخْبَرَكَ قَاضِي الْقُضَاةِ أَبُو الْقَاسِمِ عَبْدُ الصَّمَدِ بْنُ مُحَمَّدِ بْنِ أَبِي الْفَضْلِ الأَنْصَارِيُّ الْحَرَسْتَانِيُّ، قِرَاءَةً عَلَيْكَ وَأَنْتَ تَسْمَعُ بِدِمَشْقَ، أَنَا الْفَقِيهُ أَبُو الْحَسَنِ عَلِيُّ بْنُ أَحْمَدَ بْنِ مَنْصُورِ بْنِ مُحَمَّدِ بْنِ قَيْسٍ الْغَسَّانِيُّ الْمَالِكِيُّ، قِرَاءَةً عَلَيْهِ فِي شَوَّالٍ سَنَةَ سِتٍّ وَعِشْرِينَ وَسِتِّ مِائَةٍ، أَنَا أَبُو الْحَسَنِ أَحْمَدُ بْنُ عَبْدِ الْوَاحِدِ بْنِ مُحَمَّدِ بْنِ أَحْمَدَ بْنِ أَبِي الْحَدِيدِ السُّلَمِيُّ، قِرَاءَةً عَلَيْهِ، وَأَنَا أَسْمَعُ، أَنَا جَدِّي أَبُو بَكْرٍ مُحَمَّدُ بْنُ أَحْمَدَ بْنِ عُثْمَانَ بْنِ الْوَلِيدِ بْنِ أَبِي الْحَدِيدِ السُّلَمِيُّ، قِرَاءَةً عَلَيْهِ، وَأَنَا أَسْمَعُ، أَنَا أَبُو بَكْرٍ مُحَمَّدُ بْنُ جَعْفَرِ بْنِ مُحَمَّدِ بْنِ سَهْلٍ السَّامِرِيُّ الْخَرَائِطِيُّ بِدِمَشْقَ، سَنَةَ خَمْسٍ وَعِشْرِينَ وَثَلاثِ مِائَةٍ، ثنا سَعْدَانُ بْنُ نَصْرٍ، ثنا ابْنُ عُيَيْنَةَ، ثنا عَمْرُو بْنُ دِينَارٍ، عَنِ ابْنِ أَبِي مُلَيْكَةَ، عَنْ يَعْلَى بْنِ مَمْلَكٍ، عَنْ أُمِّ الدَّرْدَاءِ، عَنْ أَبِي الدَّرْدَاءِ، أَنَّ رَسُولَ اللَّهِ صَلَّى اللَّهُ عَلَيْهِ وَسَلَّمَ قَالَ: «مَنْ أُعْطِيَ الرِّفْقَ فَقَدْ أُعْطِيَ حَظَّهُ مِنَ الْخَيْرِ، وَمَنْ حُرِمَ حَظَّهُ مِنَ الرِّفْقِ حُرِمَ حَظَّهُ مِنَ الْخَيْرِ». رَوَاهُ التِّرْمِذِيُّ فِي الْبِرِّ عَنْ مُحَمَّدِ بْنِ يَحْيَى بْنِ أَبِي عُمَرَ، عَنْ سُفْيَانَ بْنِ عُيَيْنَةَ، فَوَقَعَ لَنَا بَدَلا. سَمِعَ بِهَذَا الشَّيْخُ مَشْيَخَةُ الْحَرَسْتَانِيُّ مِنْهُ قَرَأْتُ عَلَيْهِ كِتَابَ رُوحِ الْعَارِفِينَ بِإِجَازَتِهِ مِنَ الإِمَامِ النَّاصِرِ لِدِينِ اللَّهِ أَبِي الْعَبَّاسِ أَحْمَدَ ابْنِ الإِمَامِ الْمُسْتَنْصِرِ بِأَمْرِ اللَّهِ أَبِي مُحَمَّدٍ الْحَسَنِ ابْنِ الإِمَامِ الْمُسْتَنْجِدِ بِاللَّهِ أَبِي الْمُظَفَّرِ يُوسُفَ بْنِ الْمُقْتَضِي أَمِيرِ الْمُؤْمِنِينَ، رَضِيَ اللَّهُ عَنْهُمْ أَجْمَعِينَ.

## انظر
- «الناصر لدين الله».